# Георгіос Папандреу (старший)
Георгіос Папандреу (13 лютого 1888 — 1 жовтня 1968) — Грецький державний і політичний діяч. Прем'єр-міністр Греції у 1944—1945, 1963 та 1964—1965 роках. Батько Андреаса Папандреу.

## Життєпис
Освіту здобув в Афінах (університет імені Каподистрії) та Берліні, фаховий юрист. 1915 року був призначений номархом Лесбоса. У 1917—1920 роках був генерал-губернатором острова Хіос. У той же період став активним діячем Ліберальної партії, заснованої 1910.
У 1923—1933 роках неодноразово входив до складу уряду. Після встановлення в країні диктатури Іоанніса Метаксаса був заарештований 4 серпня 1936.
У квітні 1944 став прем'єр-міністром грецького уряду в Каїрі. Після підписання Ліванської угоди 1944 року очолив уряд «національної єдності», що 1945 роззброїв та розпустив грецьку національно-визвольну армію (ЕЛАС).
У 1946–1951 роках займав низку міністерських постів, з 1954 до 1957 очолював Ліберальну партію. 1961 заснував та став лідером політичного блоку Центральний союз. Після перемоги на парламентських виборах 1963 та 1964 років очолював уряд.
15 липня 1965 року під тиском королівського двору подав у відставку. Під час державного військового перевороту 21 квітня 1967 був заарештований, але незабаром звільнений під домашній арешт.
Помер 1968 року. Похований на Першому афінському кладовищі.